# Roupala paulensis
Roupala paulensis är en tvåhjärtbladig växtart som beskrevs av Herman Otto Sleumer. Roupala paulensis ingår i släktet Roupala och familjen Proteaceae. Inga underarter finns listade i Catalogue of Life.